# Karl G. Roesner
Karl G. Roesner (* 16. Januar 1935 in Beuthen, Oberschlesien) ist ein deutscher Physiker.

## Leben
Roesner erwarb 1962 das Diplom (Thema der Arbeit: Das dreidimensionale, instationäre Strömungsfeld einer stetigen Verdünnungsströmung) in Physik an der Georg-August-Universität Göttingen und 1967 den Dr. rer. nat. bei Walter Tollmien in Göttingen. Nach der Habilitation 1975 in Karlsruhe wurde er 1978 Professor an dem Karlsruher Institut für Technologie und war von 1980 bis zum Eintritt in den Ruhestand im Jahr 2000 Professor an der TU Darmstadt.
Zu Roesners Forschungsgebieten gehören die Direkte Numerische Simulation kompressibler Strömungen, experimentelle Untersuchungen der Strömungsvisualisierung durch photochrome Reaktionen, Instabilitäten rotierender Flüssigkeiten sowie Methoden der Computeralgebra in der Fluiddynamik.
1997 wurde Roesner mit dem Gay-Lussac-Humboldt-Preis ausgezeichnet.